# NGC 4787
NGC 4787 (również PGC 43875 lub UGC 8026) – galaktyka spiralna (S0-a), znajdująca się w gwiazdozbiorze Warkocza Bereniki. Odkrył ją Heinrich Louis d’Arrest 3 kwietnia 1867 roku.